# Herb gminy Lubochnia
Herb gminy Lubochnia – jeden z symboli gminy Lubochnia, autorstwa Zygmunta Goliata, ustanowiony 8 czerwca 1998.

## Wygląd i symbolika
Herb przedstawia na tarczy na tarczy dzielonej w rosochę w polu I, złotym, krzyż kościelny niebieski, w polu II, błękitnym podkowę złotą z takimż krzyżem kawalerskim w środku (herb Jastrzębiec), w polu III, czerwonym dwie kosy srebrne skrzyżowane.